# Encyrtus palpator
Encyrtus palpator är en stekelart som beskrevs av Prinsloo 1991. Encyrtus palpator ingår i släktet Encyrtus och familjen sköldlussteklar.
Artens utbredningsområde är Kamerun. Inga underarter finns listade i Catalogue of Life.